# Lounès Matoub
Pour les articles homonymes, voir Matoub.
Lounès Matoub (en kabyle : Lwennas Meɛṭub, en tifinagh : ⵍⵡⵏⵏⴰⵙ ⵎⵄⵟⵓⴱ), communément appelé Matoub Lounès, né le 24 janvier 1956 à Taourirt Moussa, Aït Douala (Kabylie), en Algérie, mort assassiné le 25 juin 1998 à Thala Bounane, est un chanteur, musicien, auteur-compositeur-interprète et poète algérien d'expression kabyle.
Il a été militant de la cause identitaire berbère en Algérie et a apporté sa contribution à la revendication et la popularisation de la culture amazigh et au combat pour la démocratie ainsi que pour la laïcité en Algérie.
Il est reconnu comme une grande figure de la chanson kabyle sur tout le territoire amazigh. Il demeure un symbole de la Kabylie.
Depuis la sortie de son premier album A Yizem anda tellid ? (Ô lion où es-tu ?) Lounès Matoub célèbre les combattants de l'indépendance et fustige les dirigeants de l'Algérie auxquels il reproche d'avoir usurpé le pouvoir et de brider la liberté d'expression,. Chef de file du combat pour la reconnaissance de la langue berbère, Lounès Matoub est grièvement blessé par un gendarme en octobre 1988. Il raconte sa longue convalescence dans l'album L'Ironie du sort (1989).
Opposé au terrorisme islamiste, Lounès Matoub condamne l'assassinat d'intellectuels. Il est enlevé le 25 septembre 1994 par un groupe armé, puis libéré au terme d'une forte mobilisation de l'opinion kabyle,. La même année, il publie un ouvrage autobiographique Rebelle et reçoit le Prix de la Mémoire des mains de Danielle Mitterrand.
En 1995, il participe à la « marche des rameaux » en Italie pour l'abolition de la peine de mort, alors qu'en mars 1995, le Ski Club international des journalistes (Canada) lui remet le Prix de la liberté d'expression.
Le 25 juin 1998, il est assassiné sur la route menant de Tizi Ouzou à Ath Douala, au lieu-dit Thala Bounane dans la commune de Beni Aïssi, à quelques kilomètres de son village natal. Les conditions de ce meurtre n'ont jamais été élucidées. Les funérailles du chanteur drainèrent des centaines de milliers de personnes et la Kabylie a connu plusieurs semaines d'émeutes et de deuil. Son dernier album Lettre ouverte aux…, paru quelques semaines après son assassinat, contient une parodie de l'hymne national algérien dans laquelle il dénonce le pouvoir en place.

## Enfance
Lounès Matoub naît le 24 janvier 1956 à Taourirt Moussa, un village montagneux du Djurdjura, de l'actuelle commune Aït Mahmoud (anciennement Fort National, aujourd'hui Larbaâ Nath Irathen). Il est le fils d'Omar Matoub, et de Mahari Aldjia.
Le petit Lounès est contraint de vivre loin de son père parti en exil. Il deviendra ainsi le « petit homme » du foyer, aux côtés de sa mère et grand-mère qui occupaient ensemble leur maison à Taourirt Moussa. Après la naissance de sa sœur Malika (1963) il garda toujours son statut de « l'homme de la maison », il demeurait, alors, gâté en dépit des carences multidimensionnelles dues à la misérable situation où sombrait l'Algérie colonisée. Pour se consoler de l'absence de son père, Lounès nourrit un puissant attachement à sa mère qu'il considérait « merveilleuse ». En effet, c'était elle qui veillait aux besoins de la maison en l'absence de son mari. En ces moments rudes, la mère de Lounès endossait toutes les charges ; elle se soumettait aux exigences de la vie quotidienne, chez elle ou ailleurs, et prenait en charge son enfant. Tout en s'absorbant dans le travail, qu'il soit à la maison, aux champs… elle chantait – afin de se consoler – ce qui avait suscité chez son enfant une vigoureuse volonté de s'aventurer dans la chanson. Héritant le critère oral qui détermine la culture berbère, elle racontait à son fils, chaque soir, des contes kabyles grâce auxquels le futur chanteur acquiert un lexique d'une richesse « terrible ». Consciente de ce que vaut l'instruction, la mère de Lounès insistait pour que son fils fréquente l'école avant d'atteindre l'âge requis.
Scolarisé en 1961 à l'école de son village, une des vieilles écoles de Kabylie construite à la fin du XIXe siècle, il passait plus de temps dans les champs à capturer les oiseaux que dans les salles de classe. D'absences répétées en retards systématiques, il finit par être renvoyé de tous les collèges de sa région. Ses seuls bons souvenirs d'école sont ceux des pères blancs -des missionnaires catholiques- dont l'enseignement dit-il lui a ouvert l'esprit, ne l'a pas dévoyé ou annexé. Il découvre l'histoire algérienne celle des Amazigh, la résistance de Jugurtha contre les Romains, il apprend les principes élémentaires de la République, des notions aussi fondamentales que la démocratie et la laïcité.

## 1962-1980

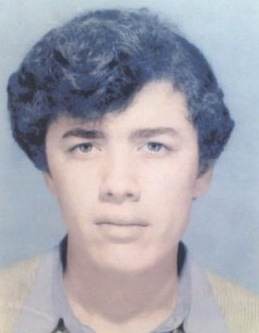
Lounès Matoub âgé de 17 ans en 1973.

Matoub et sa génération assistent, en 1963, au conflit qui oppose le régime de Ben Bella, président de l'Algérie indépendante, aux officiers de la wilaya III (Kabylie) avec à leur tête Hocine Aït Ahmed, président du Front des forces socialistes (FFS). Belkacem Krim, un homme politique reconnu, signataire des accords d'Évian, se démarque de ce conflit. Matoub considérera cet antagonisme comme la première déchirure de la Kabylie. Le conflit fait plus de 400 morts, près de 3 000 personnes sont arrêtées et des centaines de militants ou sympathisants sont torturés dans les commissariats. Après l'arrestation d'Ait Ahmed, le président Ben Bella exulte : « Le traître Aït Ahmed vient d'être arrêté par l'armée nationale populaire,.... L'arrestation d'Aït Ahmed, c'est la joie qui pénètre dans tous les foyers d'Algérie ». La stigmatisation des Kabyles et l'interdiction du berbère, sa langue maternelle provoquèrent en lui un rejet de la langue arabe.
La lecture d'auteurs comme Descartes, Zola, Hugo, le théâtre de Racine ou la poésie de Baudelaire et des auteurs algériens comme Mouloud Mammeri et Mouloud Feraoun lui permirent de se forger intellectuellement, un élan stoppé alors qu'il était au lycée par la politique d'arabisation imposée du président Boumédienne.
À neuf ans, il fabrique sa première guitare avec un vieux bidon d'huile de voiture un manche en bois et quelques fils à pêche, il n'a jamais appris la musique à l'école :« Je n'ai jamais étudié ni la musique, ni l'harmonie. ... j'ai acquis cette oreille musicale en écoutant les anciens, en assistant aux veillées funèbres, là où les chants sont absolument superbes, de véritables chœurs liturgiques ».
En 1972, son père rentre au pays après trente ans d'émigration en France et lui offre un mandole, acheté à Paris chez Paul Beuscher. Une année plus tard, au cours d'une partie de poker, il mise sur le mandole et perd sa mise. L'année suivante, il se débrouille pour s'acheter une guitare puis commence à animer régulièrement des fêtes.
Durant l'année 1974, alors qu'il est interne au lycée de Bordj Menaïel, il est renvoyé à plusieurs reprises par le surveillant général pour cause de mauvaise conduite. Il blesse un jeune garçon à coup de rasoir à la suite d'une bagarre qui a éclaté dans un salon de coiffure. Interpellé par la gendarmerie, il devait être relâché le lendemain. Au tribunal, Lounès a osé demander au procureur une cigarette. Ce dernier abasourdi par un tel comportement décide de l'incarcérer. Lounès purge alors un mois de prison. À sa sortie, il fait un stage de mécanique générale à Alger, après avoir été reçu à l'examen final, il enchaîne avec six mois de formation en ajustage.

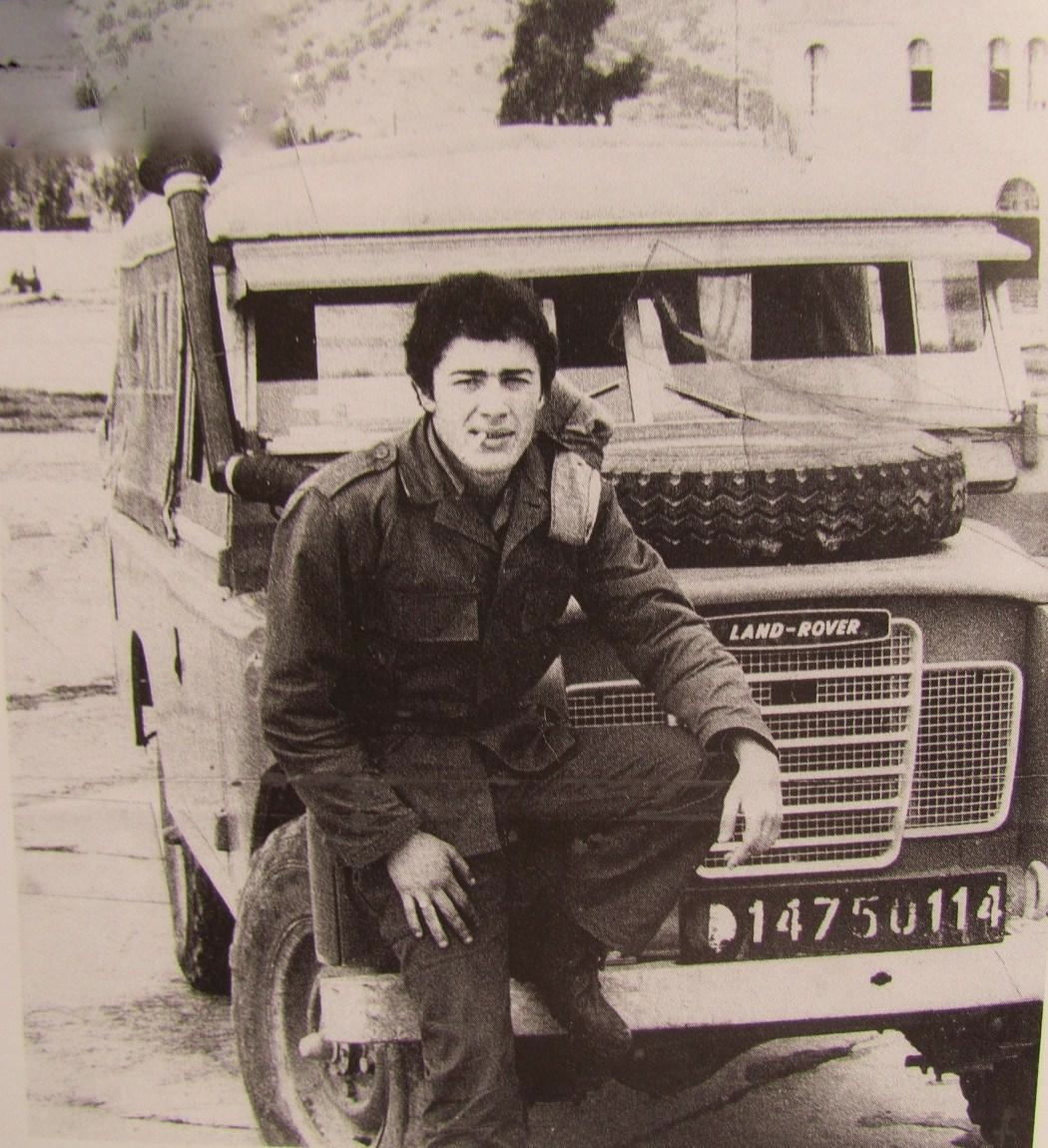
Lounès Matoub pendant son service militaire de 1975 à 1977.

En 1975, il est appelé sous les drapeaux. Il rejoint Oran pour passer ses deux années de service militaire, il y subit le racisme et la ségrégation, et pour oublier, il se réfugie dans la poésie, l'écriture et la composition de chansons : « C'était pour moi une façon d'échapper à tout ce qui m'entourait, à la mesquinerie ambiante et à l'étroitesse d'esprit de ceux qui me commandaient » écrit-il. À la fin du service national, il est embauché à l'économat du collège d'enseignement moyen d'Ait Douala où son père était cuisinier depuis 1972, ne prenant pas trop au sérieux son travail, il se fait renvoyer. Munis des poèmes écrits pendant et après le service militaire et des quelques notions de musique, il se lance dans la chanson. Voyant un certain succès à chacune des fêtes qu'il animait, il décide de tenter sa chance ailleurs.
En 1978, il vient en France. Un soir, il anime une soirée dans un café où il gagne 4 000 F, ce qui l'encourage à monter à Paris. Il se produit dans les cafés très fréquentés par la communauté émigrée kabyle. Un ami - Ramdane - lui présente le chanteur Idir qui l'invite un jour à chanter en compagnie d'autres chanteurs au palais de la Mutualité lors d'un récital intitulé La nouvelle chanson berbère organisé par la coopérative Imedyazen en collaboration avec le groupe d'Étude berbère de l'Université de Vincennes. Au cours de ce concert, il fait la connaissance de Slimane Azem et Hnifa. Il réadapte même quelques-unes de leurs chansons. Il dira plus tard : « C'est au cours de ce concert que j'ai rencontré deux monuments de la chanson kabyle : Slimane Azem et H'nifa. Et je leur ai parlé ! J'étais aux anges. Aujourd'hui, ils sont morts, tous les deux. Slimane est mort en France des suites d'un cancer de la gorge, il y a une dizaine d'années. Le régime de Boumediène l'avait contraint à l'exil : ses chansons étaient jugées trop critiques à l'égard du pouvoir. Quant à H'nifa, qu'on avait surnommée « la voix d'or de la chanson kabyle », elle est morte oubliée de tous. Son corps n'a été retrouvé que plusieurs jours après son décès, dans une chambre d'hôtel minable de la proche banlieue de Paris. Triste destinée pour ce bouleversant rossignol. Que tous deux reposent en paix ».
Idir l'accompagne dans une maison d'édition pour faire son premier enregistrement. Premier disque, premier succès.

## 1980-1988

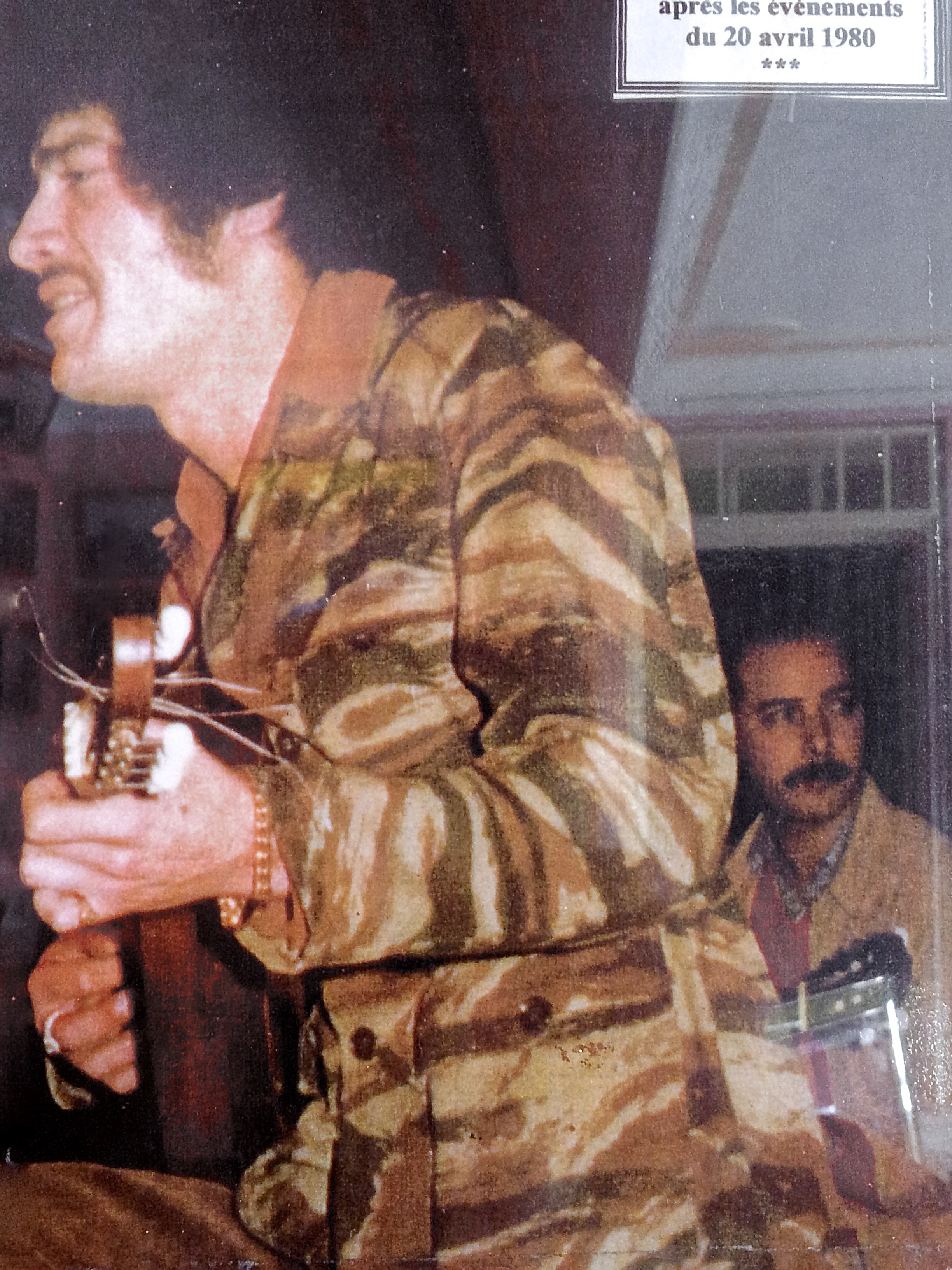
Lounès Matoub en tenue para lors d'un concert à l'Olympia après les événements du printemps berbère du 20 avril 1980.

En avril 1980, Matoub Lounès se produit à l'Olympia. Ce concert le contraint à suivre les événements de loin par le biais de la presse, depuis la France. Il raconte : « Lorsque je suis entré sur la scène de l'Olympia, la guitare à la main, je portais un treillis militaire, une tenue de combat. Geste de solidarité envers la Kabylie, que j'estimais en guerre. »
« Ces événements, je les suivais de loin, car j'étais en France à ce moment-là. Je dévorais la presse, je passais mon temps à téléphoner car je voulais être informé heure par heure de leur déroulement. J'enrageais de ne pas y participer, mais il y avait l'Olympia, et mon premier grand concert à Paris. J'étais déchiré, partagé entre le besoin d'être parmi les miens et mon engagement d'artiste. », il tente avec quelques militants kabyles, d'organiser une manifestation devant l'Ambassade d'Algérie en France à Paris. La manifestation fut interdite, Lounès s'est fait embarquer par la police en compagnie de ses camarades en se retrouvant entassés dans des cellules minuscules. Depuis, Lounès Matoub a toujours répondu favorablement lors des célébrations du printemps berbère où il a animé plusieurs galas dans les milieux universitaires, notamment durant la décennie 80-90.
En 1985 Hocine Aït Ahmed et Ben Bella – celui-là même qui l'avait condamné à mort en 1964 et responsable de l'impitoyable répression qui s'est abattue sur la population kabyle – se rencontrent à Londres dans l'objectif de constituer une alliance contre le régime en place. Matoub qualifie cette initiative d'absurde et aberrante. En produisant un album Les deux compères pour exprimer son rejet à cette fallacieuse alliance, le journal Libération le qualifie de fasciste : « le fascisme d'un certain Matoub Lounès qui propose, entre deux accords de guitare, de jeter les Arabes à la mer ».
Il voyait dans le Mouvement culturel berbère (MCB) un cadre rassembleur. En effet, le 25 janvier 1990, date d'une marche historique, il a été désigné pour remettre un rapport à l'APN (Assemblée Populaire Nationale). Lounès déplore les divisions du mouvement : « malheureusement, c'est là où le bât blesse, lorsqu'on voit le mouvement s'effriter, alors que c'est notre force de frappe et de persuasion. Pour ma part, je ne prête pas attention à ce genre de discours. Le MCB est un mouvement qui draine énormément de foules donc sujet à des exploitations. »[réf. nécessaire],
Matoub qui contestait le régime sous la présidence de Boumédiène, garda de similaires positions pour celui de Chadli qui maintenait son indifférence à la calamité succédant le 20 avril 1980. Il lui fait grief également, à lui et son gouvernement, d'être à l'origine de ce qui s'est passé le 5 octobre 1988.[réf. nécessaire]

## 1988-1994

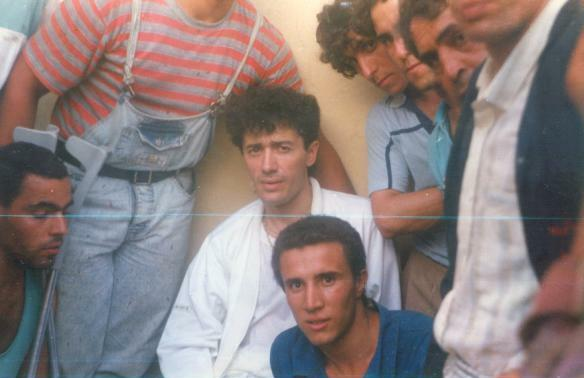
Lounès Matoub (au centre) à sa sortie d'hôpital Beaujon en France, le 29 mars 1989.

Le 9 octobre 1988, Matoub, en compagnie de deux étudiants, à bord de son véhicule, a pris la destination de Ain El Hammam (ex Michelet) venant de l'université de Tizi Ouzou pour distribuer un tract appelant la population à une grève générale de deux journées et au calme à la suite des manifestations d'Alger. Intercepté par des gendarmes qui le suivaient, l'un d'eux tire à bout portant sur Lounès après l'avoir insulté tout en passant les menottes aux deux étudiants. Lounès Matoub s'effondre ; il est atteint de cinq balles dont l'une lui traverse l'intestin et fait éclater le fémur droit. Il est ensuite évacué vers l'hôpital de Ain El Hammam puis à l'hôpital de Tizi Ouzou. Ensuite il est transféré à la clinique des orangers à Alger. Il y est resté six mois avant d'être transféré en France pour des soins plus intensifs à l'hôpital Beaujon le 29 mars 1989. Six semaines plus tard, il anime un gala au stade de Tizi-Ouzou devant une immense foule alors qu'il portait des béquilles. En dix-huit mois, il a subi quatorze opérations chirurgicales.
Au cours de son séjour à la Clinique des Orangers à Alger, Isabelle Adjani lui rend visite. Deux ans plus tard il est poignardé par son voisin dans les locaux mêmes de la gendarmerie.
Le 29 juin 1994, lors de la marche organisée à Alger pour exiger la vérité sur les circonstances de l'assassinat du président Mohamed Boudiaf, il se trouve aux côtés de Saïd Saadi et Khalida Toumi quand une bombe explose au niveau de l'hôpital Mustapha faisant deux morts et plusieurs blessés.
Le 25 septembre 1994, à 21h environ, il est enlevé par un groupe armé qui le surprend dans un café-bar, pas loin de Tizi Ouzou. Son enlèvement bouleverse la Kabylie tout entière, qui se solidarise jusqu'à sa libération survenue le 10 octobre aux environs de 20h dans un café à Ait Yenni. Durant ces seize jours de séquestration, il est condamné à mort par un tribunal islamique. Grâce à la mobilisation de la population, il retrouve les siens sain et sauf. Cet enlèvement suscite beaucoup de spéculations, à tel point que certains l'accusent d'avoir monté un scénario lui-même pour accroître sa notoriété et sa popularité. Malgré les « tortures » psychologiques endurées pendant sa séquestration et les menaces qui pesaient sur lui, il ne cesse de chanter et continue son combat pour la cause berbère, la démocratie et contre l'intégrisme islamiste. On l'a jugé pour ses chansons. Il raconte dans son livre Rebelle le procès de déroulant dans une forêt :

« "C'est toi l'ennemi de Dieu." Je n'ai pas répondu. Ensuite, il a passé en revue tous ce qu'ils avaient à me reprocher. J'ai compris à ce moment-là que mon "procès" se préparait. En tête des chefs d'accusation, évidemment, mes chansons. "C'est à cause de tes chansons que la Kabylie est en train de sombrer dans le néant, c'est toi le responsable." Je n'avais donc d'autre choix que d'abandonner, je devais cesser de chanter. L'exemple, le modèle qu'ils me citaient sans cesse était celui de Cat Stevens, que tous appelaient de son nom musulman, Yusuf Islam. Ce très grand chanteur avait décidé du jour au lendemain de quitter sa vie passée pour embrasser l'Islam. »

En revanche, on lui reprochait ses « blasphèmes » réitérés à l'encontre de l'Islam et du Coran, La chanson qu'il avait écrite après la mort de Boudiaf, L'Hymne à Boudiaf, lui a valu une interpellation particulièrement vive : « Comment as-tu pu écrire sur ce chmata, cette saleté ? Tu ne sais pas qu'il a envoyé dix mille de nos frères dans le Sud algérien dans des camps de concentration ? » Et ils le comparèrent à Salman Rushdie. Enfin le 10 octobre de la même année, après un long interrogatoire qui dura des jours, ils le libérèrent en lui confiant un message aux Kabyles.
Il était aussi un fervent supporter de la Jeunesse sportive de Kabylie (JSK) depuis longtemps. Il a d'ailleurs composé plusieurs chansons sur le club kabyle, bien que les dirigeants de la JSK n'étaient pas favorables à ce que ce club soit une tribune d'expression pour la revendication identitaire. Le jour de l'enlèvement de Lounès, un ami à lui tenta vainement de persuader les dirigeants de la JSK d'annuler la rencontre l'opposant à un club des Aurès (un autre club berbère). Il écrit dans son livre Rebelle :

« Un ami est allé trouver la JSK pour demander aux responsables du club d'annuler la partie. Refus. Il a proposé alors que les joueurs portent un brassard noir à la mi-temps. Nouveau refus. Ou les responsables ne se sentaient pas concernés, ou ils craignaient d'éventuelles représailles. Ils ont souvent manqué de courage. La preuve : je leur avais demandé de sponsoriser le Mouvement culturel berbère lors d'un match important. »

« Leur refus a été catégorique, sous prétexte que le danger était trop grand. Le danger terroriste, bien sûr. Les dirigeants de la JSK à mon sens, ne sont pas réellement sensibles à la cause berbère. »
Le 24 novembre 1994, il a été l'hôte du directeur de l'UNESCO, en présence de nombreux hommes des arts, des lettres et des journalistes lui rendant hommage pour son combat pour la démocratie. À l'issue de cette rencontre, il a remis à son hôte le coffret complet de son œuvre. Aussi, en guise de reconnaissance et de récompense pour son combat pour la démocratie, il reçoit le 6 décembre de la même année, le Prix de la Mémoire que lui décerne Danielle Mitterrand à l'amphithéâtre de l'université de la Sorbonne à Paris. Il devient le chanteur le plus médiatisé. Sa popularité ne cesse de prendre de l'ampleur. Sa carrière de chanteur s'approfondit considérablement en faisant dans l'innovation artistique. Ses dernières productions parlent d'elles-mêmes tant sur le plan musical qu'à travers les textes.
En dehors de la France où il se produit très souvent, Lounès Matoub a animé un gala le 16 janvier 1993 à Montréal, à l'occasion du nouvel an berbère, puis à New York le 20 janvier 1993 et en Californie le 13 mars de la même année.

## 1995-1998
En janvier 1995, il publie aux éditions Stock, à Paris, un livre sur sa vie qu'il considère comme un reflet de son parcours, il disait à propos de cela :

« Cet ouvrage est la somme de toutes les souffrances passées. Mon rapt, puis ma libération grâce à la mobilisation de la population a été le déclic qui a déclenché le besoin d'écrire. C'était un moment important dans ma vie. Quand j'ai été blessé, la population a été pour moi d'un grand réconfort psychologique. Par contre le dernier épisode a été très fort, très douloureux. 15 nuits de séquestration c'est 15 morts consécutives. J'en garde encore des séquelles. C'est ce qui m'a motivé pour écrire ce livre. L'écrit reste comme un témoignage impérissable du péril islamiste auquel certains osent trouver des circonstances atténuantes et vont même jusqu'à le soutenir. »

Le 28 janvier 1995, Matoub donne deux concerts dans la même journée au Zénith de Paris, un le matin et un le soir : une première dans l'histoire de la salle parisienne.
Lounès Matoub y interprétera ses plus grands classiques : Assagui Lligh, Lεemeṛ-iw, A Yemma yemma, Avrid Ireglen, Kenza, Sserhass Ayadu, Hymne a Boudiaf, Avrid Atnaqel, El Hedjadj, Aurifur, Mimezran, Igirru n Lkif, Ellah Ouakbar, Monsieur le Président ou encore Slaavits Ayavehri. Le chanteur invitera également des personnalités de la chanson kabyle telles qu'Idir et Malika Domrane.
En 1996, il sort l'album La Complainte de ma Mère dans lequel il fait chanter celle qu'il l'a mis au monde. Dans cet album, Matoub reprend un grand classique de la poésie et de la chanson maghrébine et orientale : Tighri N Taggalt (La Révolte de la veuve). Cette reprise est considérée comme l'une des plus grandes réussites musicales de la carrière Matoub aux yeux du public et de lui-même. D'autres chansons comme Assirem (L'espoir), Taekwent N Tegrawla (Épreuve de révolution) ou encore Lrella N Trad (Le butin de guerre) ont été aussi grandement appréciées par ses fans.
Un an après ce succès, en 1997 le rebelle rencontrera Nadia qui deviendra sa troisième femme. La même année, il sort l'album Au Nom de tous les Miens. Les plus grands succès de cet album sont : Semehtiyi, Selkan Iderz ou encore Andats Tahzibt. Toujours en 1997, Matoub donnera un concert au Zénith de Paris.
Le 17 janvier 1998, Lounès Matoub se produit sur la scène du Zénith de Paris pour ce qui sera son dernier concert. Le concert complet est enregistré sous forme audio et sera commercialisé en 2004 sous le nom de L'Adieu.
En tout, Matoub chantera vingt-deux de ses plus grands titres : Assirem, Lεemeṛ-iw, Avrid Ireglen, Monsieur le Président, Ssu-yas, Kenza, Slaavits Ayavehri, Tighri N Taggalt, Hymne à Boudiaf, Taekwent N Tegrawla, Urifur, Tatut, Zziyar, L'Espoir, Allah Wakbar, Igirru N Lkif, Rwah Rwah, Igujilen, Ayahvivniw, Lettre Ouverte Aux... (en avant-première), Attas-is Yennan et enfin As El Farh.
Le 25 juin de la même année, revenant de Tizi Ouzou, afin de rentrer chez lui en compagnie de sa femme et ses belles sœurs, Lounès Matoub fut assassiné par un groupe armé qui l'attaqua en tirant sur son véhicule d'une rafale de balles de kalachnikov. Tel un coup de tonnerre, l'information jaillissait de partout la Kabylie. Une grande révolte des populations succéda à sa disparition.
Bouleversé par les événements, attaché par fidélité à son combat et contraint de mener sa vie telle que voulue pour cause d'insécurité, telle était la situation dans laquelle s'était retrouvé Lounès Matoub. C'est son choix :

« Moi j'ai fait un choix. Tahar Djaout avait dit : il y a la famille qui avance et la famille qui recule. J'ai investi mon combat aux côtés de celle qui avance. Je sais que je vais mourir. Dans un, deux mois, je ne sais pas. Si on m'assassine, qu'on me couvre du drapeau national et que les démocrates m'enterrent dans mon village natal Taourirt Moussa. Ce jour-là, j'entrerai définitivement dans l'éternité. »

De par ses textes, ses chansons, ses interventions… nul ne peut nier ni le talent de Lounès dans la chanson, ni son combat pour une Algérie debout, ni son militantisme zélé pour l'aboutissement de la revendication identitaire.
Dans son dernier album, il reprend l'hymne national à sa manière, malgré les dangers auxquels il s’exposait :

« Je sais que ça va me valoir des diatribes, voire un enfermement, mais je prends ce risque, après tout il faut avancer dans la démocratie et la liberté d'expression. »

Il était aussi un fervent défenseur du système fédéral qu'il considérait comme solution à tous les maux de l'Algérie :

« Le régionalisme est une réalité politique, il s'agit de l'assumer dans un système fédéral. L'histoire a façonné le peuple algérien suivant des composantes distinctes, qui expriment aujourd'hui des aspirations contradictoires. Il faut dédiaboliser cette notion de fédéralisme qui est une forme d'organisation très avancée. Régionaliser, c'est donner plus de pouvoir aux régions. C'est pour le bien de tout le pays. Plusieurs exemples dans le monde montre l'efficience de cette forme d'organisation »

.

## Engagement
Lounès Matoub s'est toujours battu contre deux fronts, d'un côté le pouvoir corrompu qui était et qui est toujours en place depuis 1962 (ce pouvoir exerçant une politique d'arabisation de l’Algérie et utilisant les diversités de ce pays pour diviser le peuple algérien afin de mieux régner), et d'un autre côté les islamistes à qui Lounès reproche l'assassinat d'intellectuels et leur volonté d'appliquer la charia en Algérie. Il fut enlevé le 25 septembre 1994 par le GIA (Groupe islamique armé), puis libéré par la pression exercée par la mobilisation de toute la Kabylie. La même année, il publie un ouvrage autobiographique, Rebelle, et reçoit le Prix de la mémoire des mains de Danielle Mitterrand.
Ses chansons révèlent que Lounès Matoub était partisan de la laïcité et de la démocratie, et s'est fait le porte-parole des laissés-pour-compte et des femmes. Il se disait être un « Algérien autochtone de ce pays ».
Il s'oppose à la politique d'arabisation de l'Algérie. Il parle le kabyle, le français, et comprend l'arabe algérois sans l'employer.
En 1998, quelque temps après son concert au Zénith, il sort l'album Lettre Ouverte Aux.... Ce dernier est de genre chaâbi. Il y dénonce la lâcheté et la stupidité du pouvoir algérien. Le morceau Tabratt i lḥukem (Lettre Ouverte Aux...) de l'album éponyme, est construite en « kacide » (enchaînement de musiques différentes). Le dernier morceau est une parodie de Kassaman, l'hymne national algérien. Aussi, dans la dernière chanson de cet album nommée "Sers Imanikh" (Respecte-toi), Matoub s'adresse à un autre géant de la musique kabyle : Lounis Aït Menguellet. En effet, Aït Menguellet entretenait des relations étranges avec Matoub, à tel point que certains évoquaient une sorte de rivalité entre les deux hommes. De plus, le chanteur a accusé Matoub d'avoir planifié son enlèvement en 1994 pour étendre sa popularité, ce que Matoub n'a évidemment pas apprécié.

### Appropriation musicale de problématiques nationales
- Si vous ne connaissez pas le sujet, laissez ce bandeau (vous pouvez alors contacter les auteurs).
- Si vous supprimez le contenu mis en cause (vous pouvez préalablement contacter les auteurs),

argumentez précisément cette suppression dans la page de discussion
(un manque de référence n'est pas un argument ; une recherche réelle de référence doit avoir été effectuée, être formellement documentée).
La fin des années 1980 est caractérisée, à travers le monde, par des mouvements de protestations contre les régimes autoritaires (Morency-Laflamme 2010) ancrés dans les structures sociales, économiques et culturelles (Bourmaud 2006). L’Algérie ne fait pas exception à cette tendance, où la « démocratie » issue de la décolonisation demande une structure de gouvernement par l’unanimité qui repose sur une adhésion collective. Conséquemment, une telle manière de gouverner justifie et disqualifie, paradoxalement, toute alternative au pouvoir, chose qui consolide un autoritarisme. Cette démarche repose sur la construction d’un discours « du peuple », en oubliant les spécificités et les différences de celui-ci. La prescription d’un sujet collectif, cependant, façonne un terrain propice pour l’action politique de nature contestataire (Serres 2012). Cette dernière peut se mener via des chansons engagées, pouvant être comprise comme un moyen de communication politique, où les paroles d’une chanson représentent une façon de répondre, de répliquer et de se tenir debout devant des actes et évènements différents. Les acteurs expriment donc leurs opinions politiques divergentes dans l’espace public. Dans cette optique, il est possible de poser comme question : « De quelle mesure les chansons de Matoub représentent une appropriation des problématiques nationales ? » La réponse réside dans la dimension politique des textes de Matoub qui constitue une réponse au parti unique dans la visée d’inclure les Kabyles dans les structures de pouvoir, appréhendée en fonction du contexte politique de l’époque, du rôle de la chanson engagée en communication politique et de la menace qu’un interprète représente pour un régime autoritaire.
Premièrement, il importe de situer l’action politique de Matoub dans le contexte où il évolue, soit au collectif où s’articulent les opinions et les attitudes individuelles, en réponse à divers facteurs, comme la situation géographique, politique, économique ou historique d’un pays (Dupoirier et Percheron 1975). Celui-ci permet la compréhension des échanges entre les gouvernants et les gouvernés, étant un élément central de la communication politique. Ainsi, le climat politique algérien des années 90 est teinté d’une crise de légitimité du pouvoir en place, encouragée principalement par l’échec de consolidation des différents nationalismes algériens et des sensibilités berbères. Cette réalité résulte de l’indépendance du pays qui a forgé l’idée d’un peuple uni, dénué d’intérêts idéologiques et sociaux divergents, motivé par l’envie de vaincre un ennemi commun (la colonisation) (Lahouari 1990). Le parti en place réutilise donc cette représentation collective pour conserver le pouvoir, où la notion de peuple est un outil œuvrant à l’exclusion systématique de personnes s’opposant au système. Ce « peuple singulier » se fragilise en raison des détériorations des conditions de vie de la population, où les institutions dessinées selon une logique de parti unique rendent impossible un dialogue entre les dominés et les dominants, étant incapable de rejeter totalement l’intervention d’acteurs subordonnés qui pénètrent toujours peu ou prou les formes sociales qui les oppriment ». Conséquemment, cette crise de légitimité, accompagnée d’une absence de métissage culturel et linguistique, deviendra le principal moteur d’une revendication culturelle, où il est question d’inclure la langue et la culture kabyle à la nation algérienne et de la désavouer de son statut minoritaire (Dagorn, 2015). La réfutation du discours dominant nationaliste-arabo musulman implique donc de souligner les origines historiques anciennes de ce peuple et de réaffirmer la langue kabyle, premier référent identitaire et paradoxalement, premier discriminant. Alors, les écrits de Matoub agissent comme une posture contestataire œuvrant pour la reconnaissance de la culture berbère dans des champs de référence modernes et internationaux. Ces derniers témoignent donc de la distorsion entre l’État et la société, en dénonçant la falsification de l’histoire par les autorités pour légitimer une certaine orientation étatique discriminante.
Deuxièmement, il est nécessaire de saisir l’impact des chansons engagées en communication politique, puisqu’il s’agit d’un moyen d’expression artistique et culturelle dans l’action contestataire. En effet, « toute manifestation culturelle peut être perçue comme un processus de communication. ». Les chansons engagées, dans ce contexte, sont un intermédiaire entre l’espace politique et les sensibilités sociales en proposant des perspectives et des positions sur des enjeux divers, en plus d’investir les lieux dans lesquels apparaissent des « effets de pouvoir » et de représenter des personnes marginalisées. De cette manière, les interprètes réinvestissent l’espace social, étant capables de rejoindre plusieurs individus via des projets moins intimistes et affranchis des contraintes imposées par les lieux formels. Ainsi, la grandeur du symbole de Matoub réside dans ses chansons engagées qui affichent une contrariété envers le pouvoir politique de l’époque et de l’injustice qu’il induit. Ce faisant, le but de Matoub ne consiste pas à recruter des militants, mais de parler au nom des personnes aux multiples droits bafoués, étant un exutoire de ressentiments communs d’une population, face au terrorisme et à la répression, tout en canalisant le discours des extrémistes religieux. La communication politique, manifestée au travers d’une chanson engagée, est donc un outil stratégique faisant le pont entre la résistance passée et la résistance présente des berbéristes, où le rôle de Matoub est réaffirmé, puisqu’il lui incombe de porter la mémoire commune d’un peuple.
Finalement, il est visible que Matoub est porteur d’un fort message politique, puisqu’il est victime de plusieurs tentatives de censure, étant une menace pour le régime autoritaire. À ce titre, il est nécessaire de préciser que les régimes autoritaires ne tolèrent qu’une forme limitée de pluralisme. Cette logique prévaut pour ne pas entraver les détenteurs des moyens de décision et de coercition, qui dictent les valeurs sociales, les croyances, les normes et les comportements d’une société donnée (Geisser 2012). Donc, un déclin de légitimité s’accompagne généralement d’une augmentation de répression visant à cristalliser une image d’intégrité utopique au moyen d’une limitation de liberté d’expression qui se manifeste aussi dans l’art (Collani 2011). Cela est particulièrement vrai dans les sociétés d’après-guerre où la population est scindée, permettant l’émergence de nouvelles modalités de contrôle de production culturelle. Ce faisant, un discours unificateur est promu pour remédier aux différentes crises induites par l’Indépendance algérienne et pour forcer une obéissance, où tout discours contraire sera qualifié d’affront à la nation, devant donc être éliminé (Serres 2012). Suivant ce fil d’idées, l’emprisonnement ou l’assassinat de Matoub sont motivés par son refus d’adhérer au mouvement unique du pouvoir. Donc, la chanson engagée et la censure de son interprète témoignent d’une envie de faire taire une branche de la résistance populaire, ce qui témoigne de la dimension politique des chansons de Matoub.

## Distinctions
- Le 6 décembre 1994 à Paris, Mme Danielle Mitterrand présidente de la fondation France Libertés remet à Lounes Matoub le prix de la Mémoire[28].
- Le 22 mars 1995, l'organisation des journalistes canadiens SCIJ lui décerne le prix de la Liberté d'Expression[29],[30].
- Le 19 décembre 1995, il reçoit le prix Tahar-Djaout de La fondation Nourredine Abba[31]

## Mort

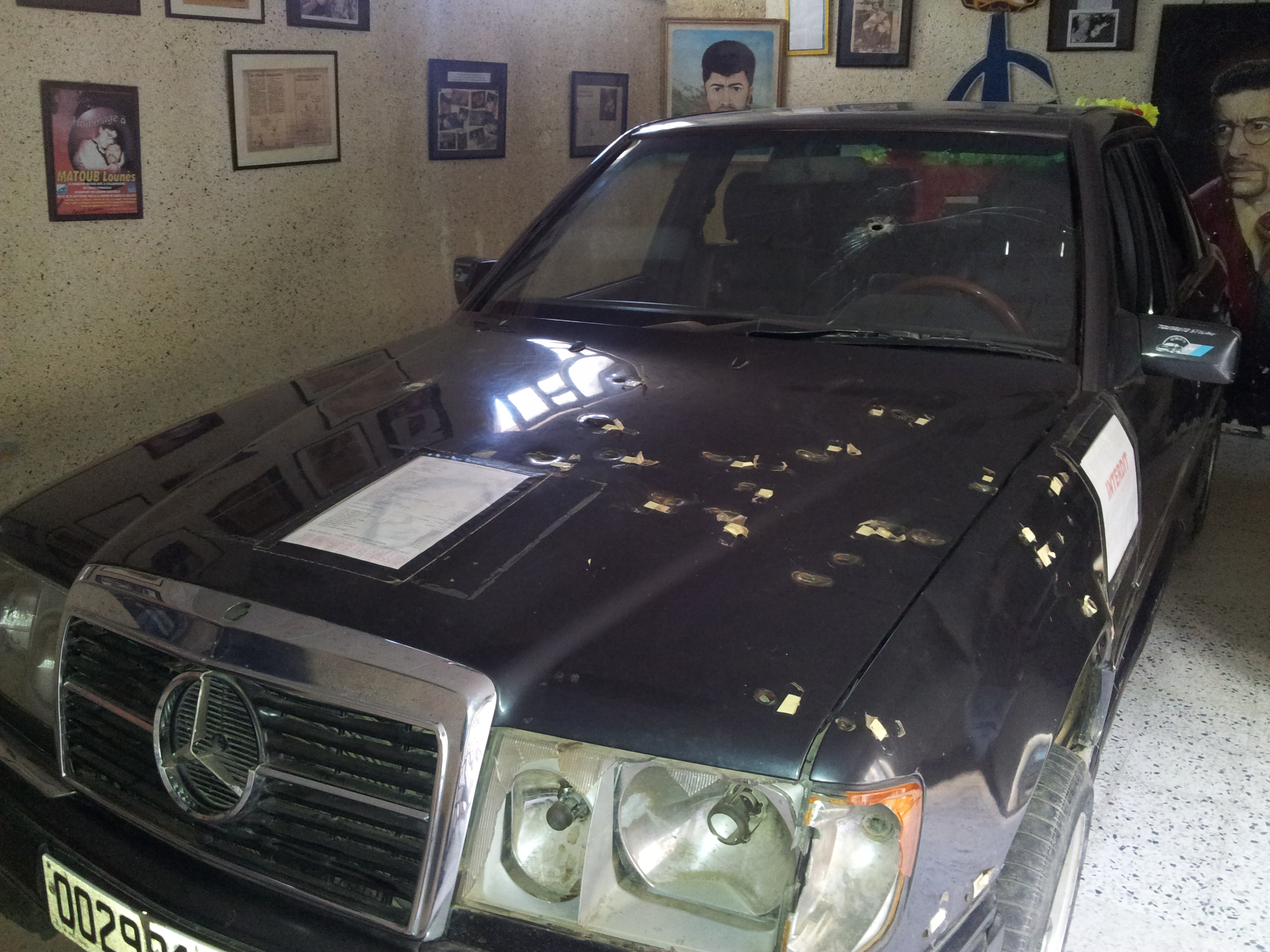
La Mercedes-Benz W124 de Lounès Matoub criblée de balles lors de son assassinat le 25 juin 1998 à Thala Bounane (Kabylie).

Lounès paraissait nerveux en cette journée du 25 juin 1998, attablé en compagnie de son épouse et de ses deux belles sœurs au "Concorde", un grand restaurant de Tizi-Ouzou : c'est à peine s'il a touché à son assiette. Sitôt le repas avalé, tout le monde repart vers Taourirt Moussa. La route, qui connaît un trafic chargé à la mi-journée, est curieusement vide. À 150 mètres du village de Thala Bounane, à l'entrée d'un virage serré, la voiture de Lounès Matoub est prise sous le feu d'hommes armés, postés sur les deux côtés de la route. Sur la carrosserie, on relèvera 78 impacts de balles. Matoub est touché de sept balles, dont deux mortelles. La nouvelle de la mort du « Rebelle » se propage dans toute la Kabylie. À Tizi-Ouzou, une foule en furie assiège l'hôpital où se trouve le corps. Les jeunes s'en prennent aux symboles du régime... L'identité des assassins ne fait pas de doute pour eux, ils crient : « Pouvoir assassin ! ». Quelques heures après cet assassinat, Nordine Aït-Hamouda intervient dans plusieurs médias internationaux (France Info, LCI) pour affirmer que les assassins sont les islamistes du GIA. Malika Matoub, la sœur de Lounès, déclare sur France 3 : « La question ne se pose pas. Ce sont les islamistes. C'est le GIA. » Le lendemain de l'attentat, c'est toute la Kabylie qui s'embrase pendant plusieurs jours : elle est le théâtre de violentes manifestations et d'émeutes. Un bilan officiel fait état de trois morts et de nombreux blessés.
À Tala Bounane, lieu de l'embuscade, une poignée de villageois commence à parler. Ils révèlent avoir signalé à maintes reprises à la gendarmerie la présence d'étrangers armés se promenant en plein jour dans le secteur. Rebutés par les gendarmes, ils décident trois jours avant l'assassinat de faxer une pétition aux autorités algériennes et à Amnesty international. Ils avaient aussi remarqué des voitures visiblement en repérage et un groupe de trois civils armés menant des opérations au même endroit. Le matin même de l'assassinat, vers 11 heures, les gendarmes de Aït Douala avaient fait le tour des habitations. Aux commerçants, ils avaient demandé de fermer. À tous, ils avaient ordonné de ne pas sortir ou, mieux, de quitter le secteur, affirmant qu'il allait y avoir un ratissage. Vers midi, juste avant l'assassinat, des gendarmes se sont mis à dévier la circulation (au niveau de Aït Aissi) et à Tala Bounane : seule la Mercedes noire de Lounès sera autorisée à emprunter cette route sur laquelle elle sera mitraillée quelques minutes plus tard. Certains villageois décident d'aller témoigner à la Brigade. Ils ne sont pas reçus. Cinq jours après, les six gendarmes sont mutés. Le 30 juin 1998, dans un communiqué transmis à l'AFP, une fraction du GIA de Hassan Hattab revendique l'assassinat. Quelques jours plus tard, dans une interview accordée à L'Événement du jeudi du 22 au 29 juillet 1998, Malika Matoub revient sur ses déclarations initiales, elle n’exclut pas la possibilité d’un assassinat commis par «un groupe armé manipulé par une frange du pouvoir ». Le jeudi 8 octobre 1998, le quotidien El Watan rapporte que les assassins présumés de Lounès Matoub ont été identifiés par les services de sécurité. Parmi les membres identifiés, seuls Medjnoun Malek et Chenoui Mahieddine seront poursuivis par le tribunal criminel de Tizi Ouzou pour participation et complicité dans l'assassinat de Lounès Matoub, puisque les autres mis en cause avaient été abattus par les services de sécurité dans différentes opérations antiterroristes.

## Procès
Le procès avait été reporté à trois reprises, en 2000, 2001 et 2008, à la demande de la famille du chanteur pour permettre un complément d’enquête et une reconstitution du crime. Medjnoun Malek et Chenoui Mahieddine qui ont toujours clamé leur innocence seront condamnés le 18 juillet 2011 à douze ans de prison. Une peine purgée presque en totalité lors de leur détention provisoire. Chenoui Mahieddine est libéré le 7 mars 2012 et Malik Medjnoun le 2 mai 2012. Ce dernier regagna à sa sortie de prison son village natal, Ath Douala, où il déposa une gerbe de fleurs sur la tombe de Matoub Lounès, son idole. Aujourd'hui il est proche de la famille Matoub qui l'a toujours soutenu.

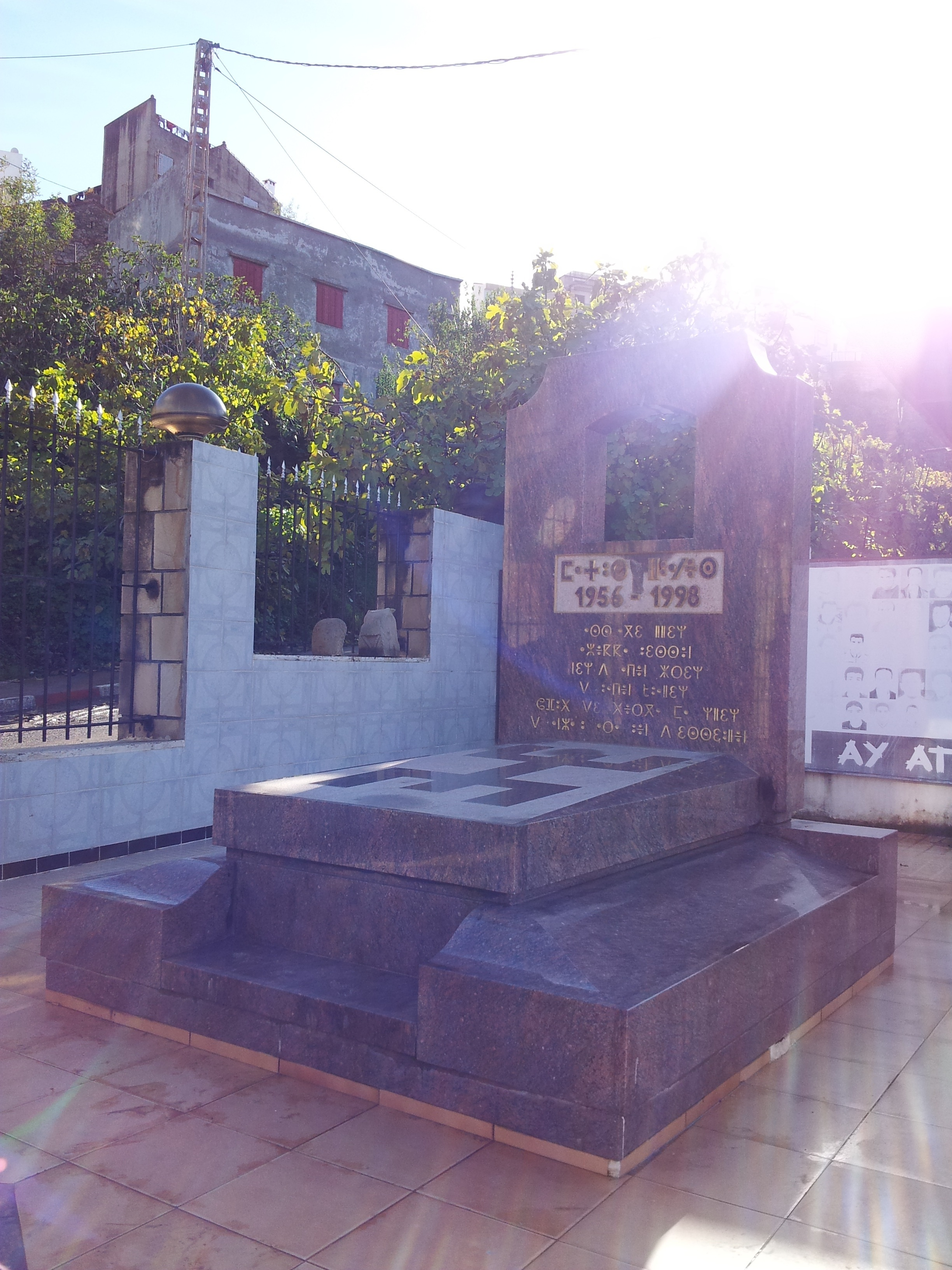
Tombe de Lounès Matoub située à côté de sa maison à Taourirt Moussa (Kabylie).

## Qui a tué Lounès Matoub?
Le 2 septembre 1999 : le Mouvement des officiers libres (MAOL), qui se présente comme un groupe de militaires dissidents de l'armée algérienne, et qui ne se réduirait qu’à deux individus peu crédibles selon les informations des services français, diffuse sur Internet un communiqué selon lequel l’assassinat de Lounès Matoub aurait été commandité par un groupe de généraux algériens (Mohamed Lamari, Mohamed Touati, Fodhil Cherif, Mohamed Ghenim, Mohamed Mediène et Smain Lamari) pour déstabiliser le président Zéroual et le pousser au départ ; allégations fondées sur un enregistrement audio d'une rencontre entre des officiers supérieurs de l'ANP : le général Mohamed Touati et le colonel M. Fergani (alias « Merzak ») et des représentants du RCD (Noureddine Aït-Hamouda et Khalida Messaoudi).
L’enquête de Jean-Baptiste Rivoire et Michel Despratx, dans le reportage réalisé par la chaîne de télévision française Canal+ dans le cadre de son émission 90 minutes consacrée à l’affaire Lounès Matoub et intitulée « la grande manip », montre que, contrairement à la thèse officielle qui avait accusé le GIA, le meurtre serait en fait un complot organisé par un groupe de généraux algériens pour déstabiliser le président Zéroual. Les témoignages de Malika et Nadia Matoub accusent nommément Nordine Aït-Hamouda de vouloir imposer à l’opinion la thèse du GIA dans l’assassinat de Lounès Matoub. Ainsi Malika Matoub affirme être félicitée par Nordine Aït-Hamouda pour avoir soutenu que le GIA était le responsable de l’assassinat. Il lui aurait même proposé de lui faire rencontrer des personnes du haut commandement militaire, satisfaits de ses déclarations. Nadia Matoub affirme néanmoins que des éléments du RCD lui avaient promis des visas d'émigration pour elle et ses sœurs ; en contrepartie, elle devait tenir une conférence de presse à Tizi-Ouzou dont ils avaient rédigé le préambule, qui disait en substance que « les assassins sont des éléments du GIA. »
À noter que Nordine Aït Hamouda a gagné trois procès pour diffamation contre Malika Matoub, un à Alger et deux en France. En 2003 il publie avec Djaffar Benmesbah un livre intitulé Assassinat de Lounès Matoub : vérités, anathèmes et dérives en réponse aux rumeurs dont il a été victime.
Après sa réconciliation en 2016 avec Malika Matoub, cette dernière déclara que Nordine Aït Hamouda lui aurait promis de divulguer, au sujet de l'assassinat de Lounès Matoub, des secrets qui risqueraient de faire beaucoup de bruit. Dans son livre puis lors de son passage sur BRTV, Nordine Aït Hamouda a toujours maintenu que Medjnoun Malek et Chenoui Mahieddine faisaient partie des assassins de Lounès Matoub,.
Bien des années après sa mort, Lounès Matoub dérange toujours autant les autorités algériennes.

## Style musical et thématique
Le répertoire de Lounes Matoub contient des musiques dans le style kabyle rythmées ou mélancoliques et du chaâbi un style qu'il utilise dans ses derniers albums.
Lounes Matoub a abordé différents thèmes, il est cependant surtout connu en dehors de la Kabylie pour ses chansons engagées. Souvent cataloguées comme violentes par les journalistes algériens, ce sont des chants que les occidentaux qualifieraient de contestataires. Marie Korpe, diplômée en journalisme de l'Université de Stockholm, le rapproche de Bob Dylan à ses débuts ou Billy Bragg. Contrairement à la tradition qui est courante au Maghreb, où les chanteurs, pour dénoncer les puissants, usent d'images et de métaphores, le style de Lounes Matoub est direct.

## Legs et hommages
Ayant consacré sa vie à un combat régional, Lounès Matoub accède après sa mort à l'universalisme.
Le poète tunisien Iskander Sami lui consacre un poème Le Deuil du cerisier. Il inspira la romancière autrichienne Dorothea Macheiner, le compositeur français de jazz Louis Sclavis. Le chanteur norvégien Moddi reprend la chanson Trahison. En 2001, le groupe corse Canta U Populu Corsu lui rend hommage dans l'album Rinvivisce. Le sculpteur algérien Bâaziz Hammache rend hommage à son ami Lounès Matoub en faisant un buste de lui[réf. souhaitée].

### Lieux

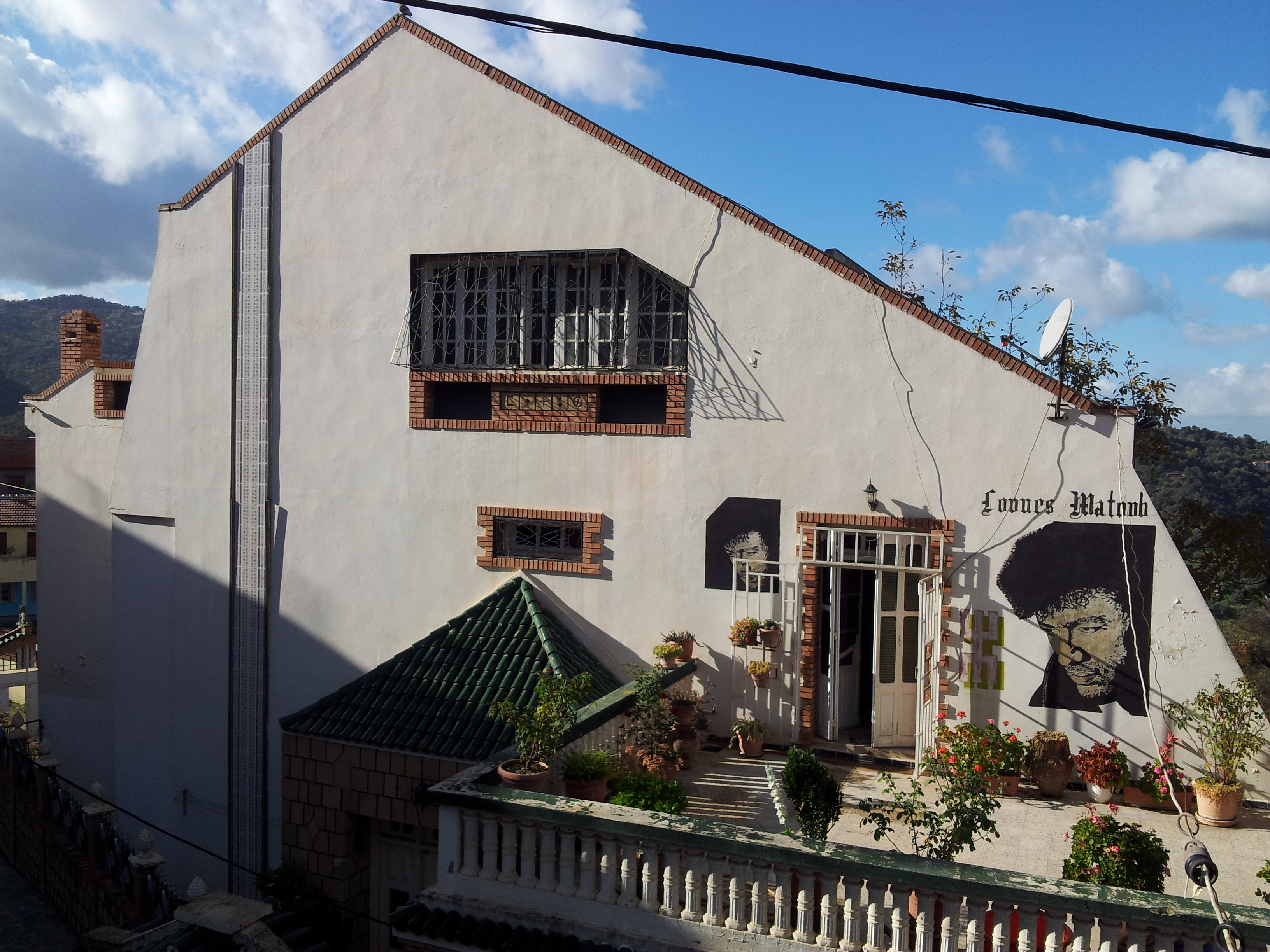
Maison de Lounès Matoub à Taourirt Moussa, transformée en musée.

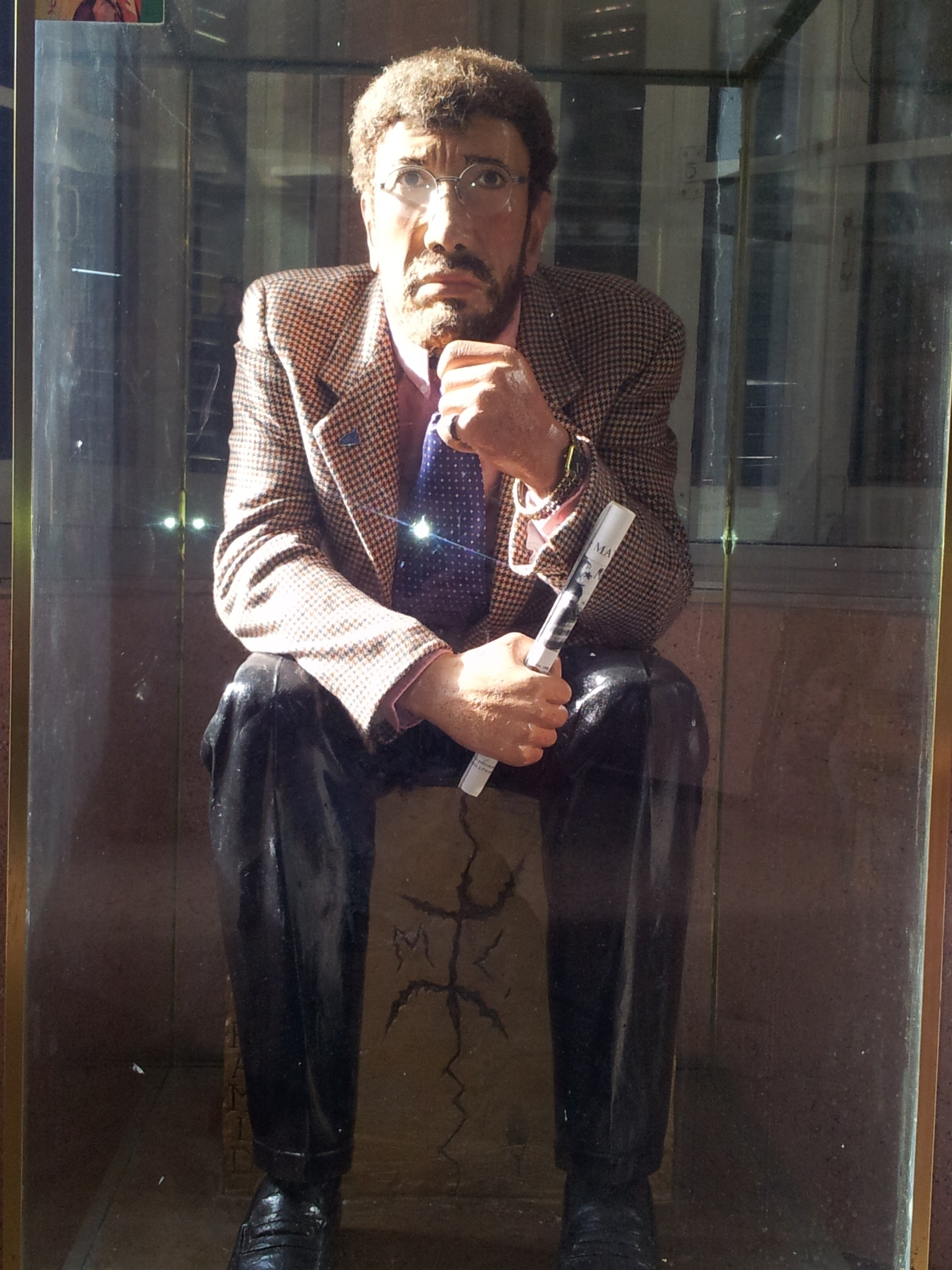
Statue en cire de Lounès Matoub dans sa maison transformée en musée (Taourirt Moussa).

Une fondation portant le nom du chanteur a été créée par ses proches pour perpétuer sa mémoire, faire la lumière sur son assassinat et promouvoir les valeurs d'humanisme défendues pendant la vie de Lounès Matoub.
En Algérie un carrefour porte son nom à Tizi Ouzou depuis 2013.

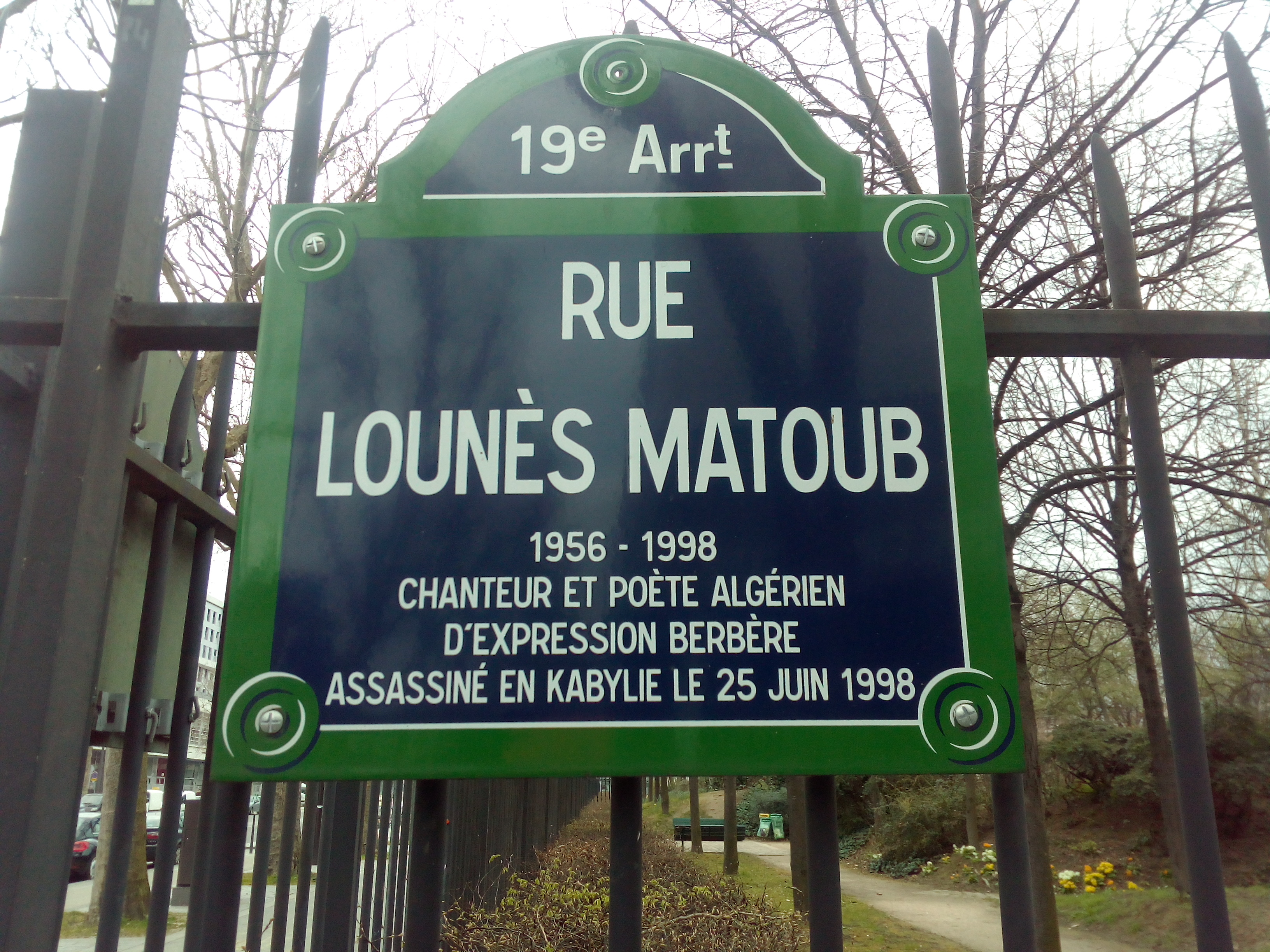
Rue Lounès-Matoub, dans le de Paris.

Pour lui rendre hommage, de nombreuses communes ont choisi d'inaugurer une rue de la ville portant le nom de Lounès Matoub en France :
• à Vénissieux rue Lounès Matoub
- à Paris (rue Lounès-Matoub, inaugurée en 2008) ;
- à Aubervilliers ;
- à Saint-Martin-d'Hères près de Grenoble (inaugurée en 2000) ;
- à Vaulx-en-Velin, près de Lyon (inauguré en 2003) ;
- à Pierrefitte-sur-Seine ;
- à Massy (Essonne) ;
- à Nancy ;
- à Argenteuil (inaugurée en 2013) ;
- à Arcueil ;
- à Sarcelles ;
- à Dijon ;
- à Saint-Étienne.
- l’auditorium du Centre culturel Jean-Luc Laurent porte son nom au Kremlin-Bicêtre.

Un square a été renommé en son hommage à Noisy-le-Sec.
Une maison du quartier (inaugurée en octobre 2002) et une crèche portent aussi son nom dans la ville de Montreuil, en Seine-Saint-Denis.

## Discographie
L'œuvre de Lounès Matoub se compose de 28 albums (ou 34 volumes).

## Publications
- Rebelle (en collaboration avec Véronique Taveau), Éditions Stock, 1995  (ISBN 2234044405)

#### Ouvrages
- Malika Matoub, Matoub Lounès, mon frère, Éditions Albin Michel, 2000  (ISBN 2226108327)
- Nadia Matoub, Pour l'amour d'un rebelle, Éditions Robert Laffont, 2000  (ISBN 222109185X)
- Abderrahmane Lounès, Le Barde flingué, Éditions Publisud, 2006  (ISBN 2866009975)
- Abderrahmane Lounès, Le Testament, Éditions Publisud, 2006  (ISBN 2866009983)
- Yalla Seddiki, Mon nom est combat, Éditions La Découverte, 2003  (ISBN 2-7071-4093-7)
- Rachida Fitas, Matoub Lounes. Tafat N-wur&u (lumiere de brulure) (tome I), Édition Mehdi, Tizi-Wezu, 2004  (ISBN 9961-834-14-3)
- Bruno Doucey, Lounès Matoub, non aux fous de dieu, Actes sud junior, 2018
- Youcef Zirem, Matoub Lounès, la fin tragique d'un poète, éditions Fauves, Paris, 2018
- Mohamed Gaya, Anazbay, le résistant : Matoub Lounès, 2013, 106 p. (ISBN 978-2-9534383-0-7, BNF 43609227)
- Tayeb Abdelli, Matoub Lounès, Notes et souvenirs d'un compagnon de lutte, Éditions Fauves.  (ISBN 979-10-302-0282-3)

#### Travaux universitaires
- Rachida Fitas, « Tentative d’approche du fonctionnement de la métaphore dans l’œuvre poétique de Matoub Lounès », mémoire de magister, université Mouloud Mammeri-Tizi-Ouzou, 2011